# White Sister
White Sister es una canción de la banda de rock estadounidense Toto.

## Información
Es una de las canciones de Toto más ejecutadas en las giras por lo cual ha ganado bastante público. Contiene el mismo estilo de la canción Girl Goodbye, en una faceta más de rock más pesado de la banda. La canción es cantada por el vocalista Bobby Kimball. La canción contiene un intro de piano interpretado por David Paich de 15 segundos, seguido del resto de la banda.

### Estructura
La estructura de la canción sigue un patrón muy común en la música popular y sobre todo en Toto, de la forma:
1. Introducción
2. Estrofa A
3. Estrofa A
4. Coro
5. Estrofa B
6. Instrumental
7. Coro
8. Instrumental con fade out

## Versiones
Existen solamente 2 versiones conocidas de la canción con diferencias de la original, las cuales son:
- La versión de Livefields, que contiene el intro más largo que el de la versión original, procediendo del solo del tecladista David Paich.
- La versión de Live In Amsterdam, que también tiene el intro largo, y contiene una sección intermedia adicional donde se ejecutan melodías nuevas a la canción original y Simon Phillips ejecuta una improvisación en los bombos.

## Apariciones en vivo
Ha a parecido en la mayoría de las giras, en las cuales son:
- Hydra World Tour
- Fahrenheit World Tour
- Mindfields World Tour
- 25th Anniversary World Tour
- 2013 Tour

- Datos: Q6167228